# Zonalpelargon
Zonalpelargoner (Pelargonium × hortorum) är en grupp hybrider inom familjen näveväxter. Hybriderna har komplext ursprung med flera inblandade föräldra-arter. Bland arterna finns till exempel smutspelargon (P.inquinans) och hästskopelargon (P. zonale).
Det är en vanlig krukväxt, som finns i flera varianter med olika färg på blommorna (röd, vit, lax, rosa och lila). De vill ha ganska bra med plats, jämn vattning och näringsrik jord. Bör stå i ett varmt och soligt fönster, alternativt ute i trädgården på liknande plats. Plantan blir mellan 20 och 50 cm hög. Går utmärkt att övervintra.
Det finns även ett antal snarlika arter och hybrider, bland annat engelsk pelargon (Pelargonium × domesticum).
Namnet Zonalpelargoner har gruppen fått för att den härstammar från vildpelargonen P. zonale, som har en tydlig zon på sitt blad. Detta har också många av zonalpelargonerna.
Zonalpelargonens förfäder kommer ursprungligen från den afrikanska savannen, där de växer som förvedade låga buskar. Den tjocka stammen kan lagra vatten, vilket gör att de kan klara längre torrperioder. P. zonales utbredningsområde ligger i Kapprovinsen. 
Zonalpelargonen har, förutom att vara en älskad krukväxt, också blivit ett populärt samlarobjekt. Inom gruppen zonalpelargoner finns ett antal undergrupper som till exempel benämns som stjärnpelargoner, nejlikeblommande pelargoner och tulpanblommande pelargoner. Grupperingen görs efter utseende på blomman, storlek på plantan och antalet kronblad. En zonalpelargon kan alltså tillhöra flera olika undergrupper.
Zonalpelargonerna är en mycket mångformig grupp och de sorterna kan delas in i undergrupperna efter utseende, efter antalet kronblad eller efter storlek. 
- Vanliga zonalpelargonerpelargoner (Bassorts undergruppen) - Den största gruppen, här hittas den vanliga zonalpelargonen. Oftast har den en hästskomarkering på bladet, en "zon", därav namnet zonalpelargon.
- Enkelblommande pelargoner (Enkelblommande undergruppen) - har blommor med fem kronblad
- Halvdubbelt blommande pelargoner (Halvdubbelblommande undergruppen)- har blommor med 6-8 kronblad
- Dubbelblommande pelargoner (Dubbelblommande undergruppen) - har blommor med nio kronblad eller fler - undantaget är Rosenknoppspelargoner, som har så rikligt med kronblad att blommans form påverkas. Se undergruppen nedan.
- Brokbladiga pelargoner (Brokbladiga undergruppen) - Har flera färger på bladverket
- Fingerpelargoner (Fingerbladiga undergruppen) - Bladen är tre- eller femflikiga, och liknar en hand.
- Fågeläggspelargoner (Fågeläggs-undergruppen) . Kronbladen har små prickar i mörkare färg, och liknar fågeläggens prickighet.
- Äggskalspelargoner (Äggskals-undergruppen) - Har prickar, fläckar och fält på kronbladen i avvikande färg mot grundfärgen.
- Kaktuspelargoner (Kaktusblommande undergruppen) - Kronbladen har bakböjda kanter och ser mycket smala ut, och blommorna liknar då kaktusarnas blommor.
- Dvärgpelargoner (Äggskals-undergruppen) - Hänvisar till plantans storlek. Detta är lite mindre zonalpelargoner.
- Miniatyrpelargoner (Miniatyr-undergruppen) - Hänvisar till plantans storlek. Detta är små zonalpelargoner.
- Mikrominiatyrpelargoner (Mikrominiatyr-undergruppen) - Hänviusar till plantans storlek. Detta är mycket små zonalpelargoner.
- Nejlikpelargoner (Nejklikeblommande undergruppen) - Kronbladens kanter är fransiga, och liknar nejlikornas kronblad.
- Rosenknoppspelargon (Rosenknopps-undergruppen) -  indelning efter antalet kronblad: Blommorna påminner om rosenknoppar, och en blomställning ser ut som en liten miniatyrbukett av rosor. Kronbladen är så många och omsluter varandra så tätt att blomman aldrig öppnar sig helt utan förblir knoppliknande också som fullt utvecklad.
- Stjärnpelargoner (Stjärnpelargon-undergruppen) - har märkliga, flikiga kronblad på blommorna, som ger ett karakteristiskt, stjärnlikt utseende. Blommorna är enkla eller dubbla. De enkla blommorna ser mest stjärnlika ut. Bladen är handflikiga med spetsiga eller helbräddade flikar, och påminner lite om lönnblad.
- Tulpanpelargoner (Tulpanblommande undergruppen) - har blommor som bara delvis öppnar sig, och på så sätt liknar tulpanblommor. Ett fåtal sorter finns, som alla är kraftigväxande.